# Udpinango
Udpinango es una pequeña localidad del departamento Arauco, en el norte de la provincia de La Rioja, Argentina.
Según la opinión de algunos historiadores, su nombre deriva de la expresión aborigen que significa "Alto del Bebedero" o "Bebedero de la Urpila", en este último caso, en referencia a la variedad de pequeñas palomas llamadas "Urpilas".

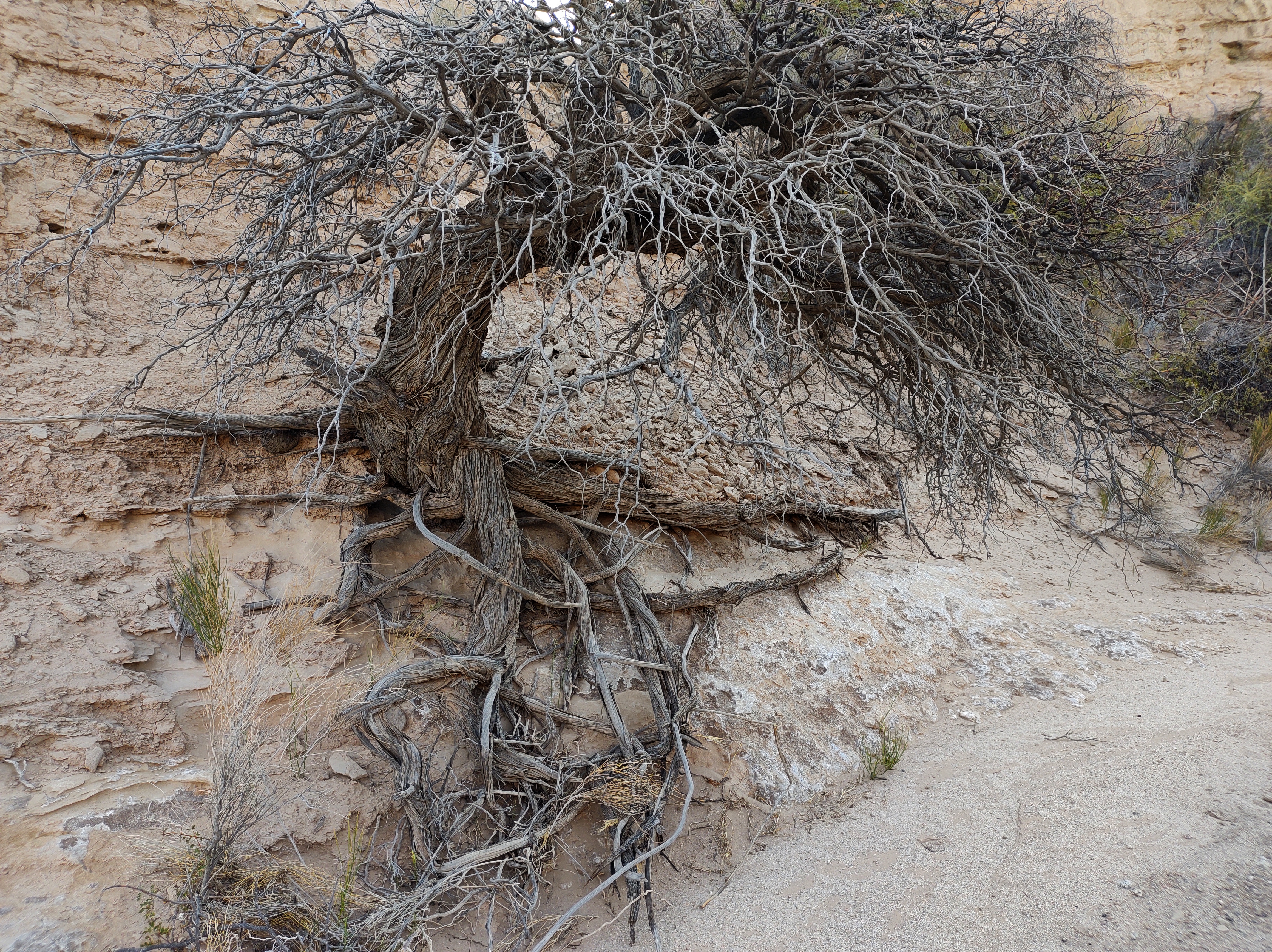
Árbol en la periferia de Udpinango.

Se ubica en un área de aspecto serrano que surge a modo de isla de la planicie desértica circundante, en dirección sur y a unos 15 km de la localidad de Aimogasta, aproximadamente en la ubicación 28°40′32″S 66°48′52″O / -28.67556, -66.81444.
Se encuentra a unos 6 km de la Ruta provincial N° 9 y a unos 5 km de la Ruta nacional N° 75. En ambos casos se accede por sendos caminos secundarios que se desvían de las rutas principales. Estos caminos pueden quedar interrumpidos a causa de las ocasionales lluvias estivales.
Esta pequeña localidad cuenta con un centro de atención primaria en salud. Dada su relativa cercanía a la localidad de Aimogasta, la población canaliza en ésta sus requerimientos de otros servicios.
La escasa población se dedica a actividades vinculadas a la agricultura y la ganadería en pequeña escala, especialmente olivares.

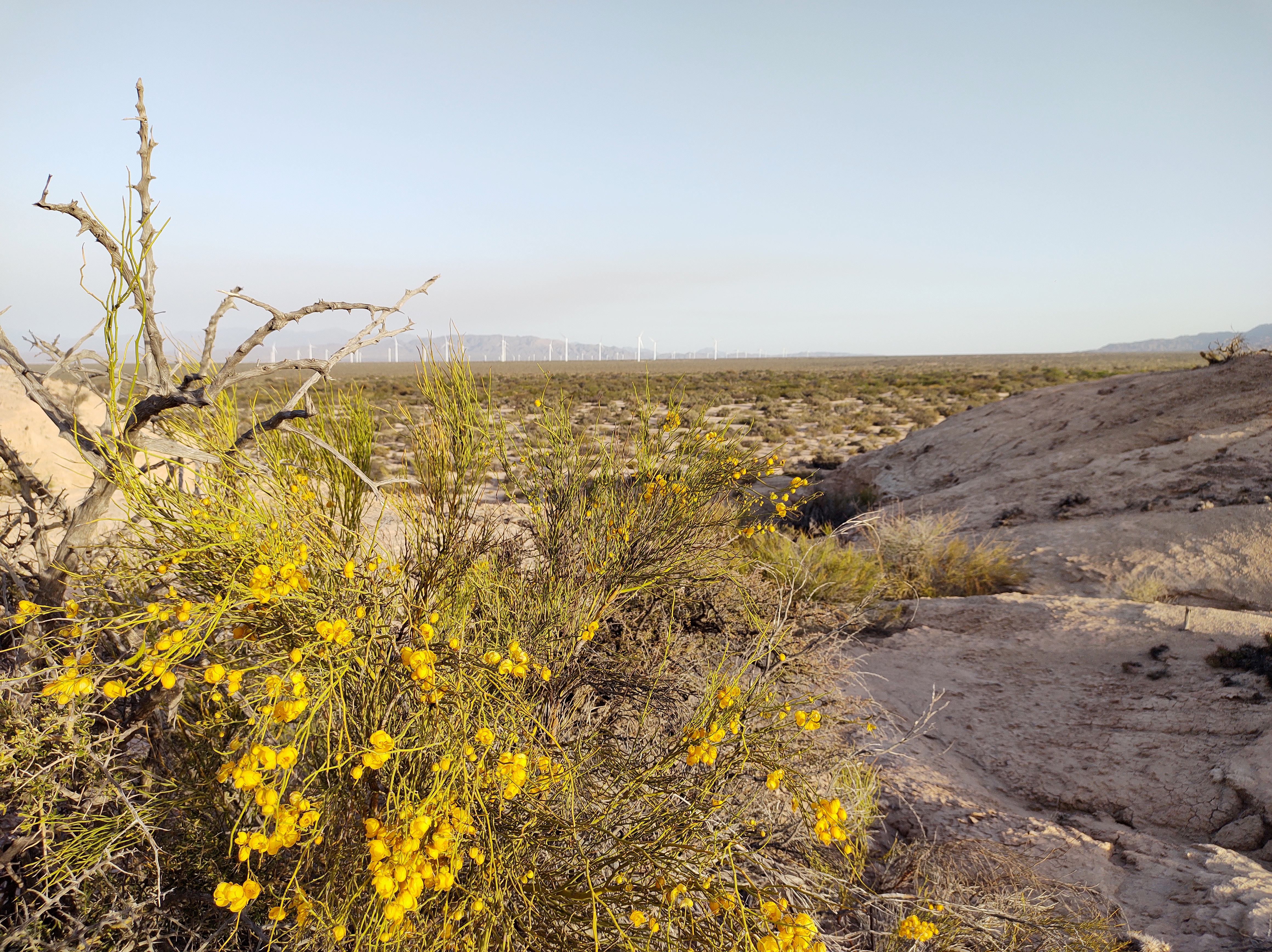
Vista del Parque eólico desde la periferia de Udpinango.

En la localidad existe una antigua capilla dedicada a la Sagrada Familia, construida en el año 1788 con la técnica del barro amasado compactado propia de los métodos constructivos tradicionales de la zona, que, a pesar de su antigüedad, se mantiene en buen estado de conservación. 
En el año 1980 mediante el Decreto Provincial N° 2357 fue declarada Bien Cultural reconocido por su valor patrimonial.
A escasa distancia de la localidad, sobre el km 58 de la Ruta provincial N° 9 se encuentra instalado el Parque Eólico Arauco I Etapa II, con una potencia nominal instalada de 25,20 MW, el cual desde junio del año 2011 se encuentra conectado a la red nacional y entrega energía al mercado eléctrico mayorista.